# Auf, Christenmensch, auf, auf zum Streit
Auf, Christenmensch, auf, auf zum Streit ist ein Kirchenlied, das Johann Scheffler (1624–1677) in der Heiligen Seelenlust (5. Buch, Nr. 201) 1668 veröffentlichte.

## Inhalt
Das um den biblischen Vers Sei getreu bis an den Tod, so will ich dir die Krone des Lebens geben (Offb 2,10 ) kreisende Lied versah Scheffler mit dem programmatischen Titel: „Sie muntert auf zum Streit“. Er ruft auf zum apokalyptischen Kampf um die Krone des Lebens (Str. 1), des Himmels (Str. 6), des Sieges (Str. 12). Strophe 2 entfaltet die den christlichen Streiter bedrängende Mächtedreiheit von Teufel, Welt und Fleisch und nach der Erinnerung an das Glaubensbekenntnis im Bild des Fahneneides (Str. 3.) und der Warnung vor der Sünde des Abfalls im Bild der Fahnenflucht und der Trägheit (Str. 4) in Strophe 5 den Plan für deren Überwindung.
Diese siegreiche Überwindung wird nun anhand der Sieben Sendschreiben der Offenbarung des Johannes Strophe für Strophe entfaltet. Strophe 12 schließt – anders als so viele Choräle – nicht mit einem Lob, sondern eher mit einer an einen Fluch erinnernden Schmähung.
Das Lied des zum Katholizismus konvertierten Scheffler hat (zusammen mit seinen Liedern Ich will dich lieben, meine Stärke, Liebe, die du mich zum Bilde deiner Gottheit hast gemacht und Mir nach, spricht Christus, unser Held) zeitweilig eine breitere Rezeption im protestantischen Liedgut gefunden. Das Evangelische Kirchengesangbuch von 1950 enthält eine fünfstrophige Fassung (Strophen 1–3, 10 und 12 des Originals, Nr. 253). Ins Evangelische Gesangbuch von 1993 wurde es nicht aufgenommen.

## Melodie
Statt der Originalkomposition von  Georg Joseph ist dem Lied im protestantischen Kirchengesang die Melodie Mach’s mit mir, Gott, nach deiner Gütⓘ von Bartholomäus Gesius zugeordnet.

## Text
| Text | Sieben Sendschreiben der Offenbarung (2f.) |
| --- | --- |
| 1. Auf, Christenmensch, auf, auf zum Streit, auf, auf zum Überwinden! In dieser Welt, in dieser Zeit ist keine Ruh zu finden. Wer nicht will streiten, trägt die Kron des ewgen Lebens nicht davon.                | |
| 2. Der Teufel kommt mit seiner List, die Welt mit ihrem Prangen, das Fleisch mit Lust, dich, wo du bist, zu fällen und zu fangen; streitst du nicht wie ein tapfrer Held, so bist du hin und schon gefällt.        | |
| 3. Gedenke, dass du zu der Fahn deins Feldherrn hast geschworen; gedenke, dass du als ein Mann zum Streit bist auserkoren; gedenke, dass ohn Streit und Sieg nie keiner zum Triumph aufstieg.                      | |
| 4. Wie schmählich ist´s, wenn ein Soldat dem Feind den Rücken kehret! Wie schändlich, wenn er seine Statt verlässt und sich nicht wehret! Wie spöttlich, wenn er ungescheut vor Trägheit wird dem Feind zur Beut!  | |
| 5. Bind an, der Teufel ist bald hin, die Welt wird leicht verjaget, das Fleisch muss endlich aus dem Sinn, wie sehr dich's immer plaget. O ewge Schande, wenn ein Held vor diesen dreien Buben fällt.              | |
| 6. Wer überwindt, der wird vom Baum des ewgen Lebens essen, mit seinem Haupt wird er den Raum der Himmelskrone messen, wer überwindt, den soll kein Leid noch Tod berühr’n in Ewigkeit.                            | [1. Schreiben] Dem Engel der Gemeinde in „Ephesus“ schreibe… 7 Wer überwindet, dem will ich zu essen geben von dem Baum des Lebens, der im Paradies Gottes ist. |
| 6. Wer überwindt, der wird vom Baum des ewgen Lebens essen, mit seinem Haupt wird er den Raum der Himmelskrone messen, wer überwindt, den soll kein Leid noch Tod berühr’n in Ewigkeit.                            | [2. Schreiben] Und dem Engel der Gemeinde in „Smyrna“ schreibe… 10 Sei getreu bis an den Tod, so will ich dir die Krone des Lebens geben. |
| 7. Wer überwindt und seinen Lauf mit Ehren geht vollenden, dem will der Herr alsbald darauf verborgnes Manna senden, ihm geben einen weißen Stein und einen neuen Namen d’rein.                                    | [3. Schreiben] Und dem Engel der Gemeinde in „Pergamon“ schreibe… 17 Wer überwindet, dem will ich geben von dem verborgenen Manna und will ihm geben einen weißen Stein; und auf dem Stein ist ein neuer Name geschrieben…                                                                                 |
| 8. Wer überwindt, bekommt Gewalt, wie Christus zu regieren, bekommet Macht, die Völker bald in einer Schnur zu führen, wer überwindt, bekommt vom Herrn zum Feldpanier den Morgenstern.                            | [4. Schreiben] Und dem Engel der Gemeinde in „Thyatira“ schreibe… 26 Und wer überwindet und hält meine Werke bis ans Ende, dem will ich Macht geben über die Heiden, 28 wie auch ich Macht empfangen habe von meinem Vater; und ich will ihm geben den Morgenstern.                                        |
| 9. Wer überwindet, der soll dort in weissen Kleidern gehen, sein guter Nahme soll sofort im Buch des Lebens stehen; ja Christus wird denselben gar bekennen vor der Engel Schaar.                                  | [5. Schreiben] Und dem Engel der Gemeinde in „Sardes“ schreibe… 5 Wer überwindet, der soll mit weißen Kleidern angetan werden, und ich werde seinen Namen nicht austilgen aus dem Buch des Lebens, und ich will seinen Namen bekennen vor meinem Vater und vor seinen Engeln.                              |
| 10. Wer überwindt, soll ewig nicht aus Gottes Tempel gehen, soll drinnen wie ein englisch Licht und goldne Säule stehen, der Name Gottes und des Herrn soll leuchten von ihm weit und fern.                        | [6. Schreiben] Und dem Engel der Gemeinde in „Philadelphia“ schreibe… 12 Wer überwindet, den will ich machen zum Pfeiler in dem Tempel meines Gottes, und er soll nicht mehr hinausgehen, und ich will auf ihn schreiben den Namen meines Gottes. und ich werde auf ihn auch meinen neuen Namen schreiben. |
| 11. Wer überwindt, soll auf dem Thron mit Christo Jesu sitzen, soll glänzen wie ein Gottessohn ins hohen Himmels Spitzen, soll ewig herrschen und regier’n und immerdar den Himmel zier’n.                         | [7. Schreiben] Und dem Engel der Gemeinde in „Laodizea“ schreibe… 21 Wer überwindet, dem will ich geben, mit mir auf meinem Thron zu sitzen, wie auch ich überwunden habe und mich gesetzt habe mit meinem Vater auf seinen Thron.                                                                         |
| 12. So streit denn, Seel, streit keck und kühn, dass du mögst überwinden; streng alle Kräft an, allen Sinn, dass du dies Gut mögst finden. Wer nicht will streiten um die Kron, bleibt ewiglich in Spott und Hohn. | |